# Districte de San Bartolo
San Bartolo és un districte de la Província de Lima, Perú. Fa frontera amb l'oceà Pacífic a l'oest, el districte de Punta Negra al nord, la província de Huarochirí a l'est, i el districte de Santa María del Mar al sud.
És conegut per les seves platges i atreu molts banyistes tots els estius. Molts d'ells també lloguen apartaments durant aquesta temporada, fent que la població augmenti considerablement. San Bartolo té alguns restaurants.